# 3316 Herzberg
A 3316 Herzberg (ideiglenes jelöléssel 1984 CN1) a Naprendszer kisbolygóövében található aszteroida. Edward L. G. Bowell fedezte fel 1984. február 6-án.